# Corte Superior Nacional de Justicia Penal Especializada
La Corte Superior Nacional de Justicia Penal Especializada es el tribunal de apelación cuya sede es la ciudad de Lima, capital del Perú y cuya competencia se extiende a todo el territorio nacional para diversos delitos establecidos en la Ley N° 30077 - Ley contra el crimen organizado. Fue creada el 30 de diciembre del 2018 cuando se dispuso la fusión de la Sala Penal Nacional y del Sistema Especializado en Delitos de Corrupción de Funcionarios. 

## Historia
Los orígenes de esta corte se dan con la Resolución Administrativa 521-CME-PJ, de fecha 20 de noviembre de 1997, por la cual se crearon las Salas Superiores y los Juzgados Especializados en Delitos de Terrorismo. Sobre esa base, mediante Resolución Administrativa N.° 001-97-SPPCS-PJ se creó un subsistema de administración de justicia penal con competencia a nivel nacional, con sede en la ciudad de Lima, encargada del trámite y juzgamiento de los procesos que persiguen dichos delitos. 
Posteriormente, por Ley N.° 27235, se dispuso que el Juzgado Corporativo Nacional de Bandas y Terrorismo Especial y la Sala Corporativa Nacional de Bandas y Terrorismo Especial, respectivamente, se hagan cargo de la investigación y el juzgamiento de los delitos de terrorismo, facultando a la Comisión Ejecutiva del Poder Judicial a modificar la competencia de conformidad con las normas vigentes siempre que medien motivaciones de eficiencia y carga procesal. Sobre esa base, la Resolución Administrativa No. 009-2001- CT-PJ, del 11 de enero de 2001, ordenó que la Sala Nacional de Bandas y Terrorismo Especial se integre a la Sala Superior Especializada en delitos de Terrorismo que pasaría a denominarse Sala Nacional de Terrorismo y Organizaciones Delictivas y Bandas.
Posteriormente, la Ley N.° 30077 estableció que la investigación y procesamiento de diversos delitos vinculados a organizaciones criminales sean de competencia de la Sala Penal Nacional y los Juzgados Penales Nacionales. Asimismo, el Decreto Legislativo N.° 1307  creó el Sistema Especializado en Delitos de Corrupción de Funcionarios disponiendo que el Sistema Nacional Anticorrupción está compuesto por los Juzgados Especializados y Salas Especializadas Anticorrupción con competencia nacional. En ese sentido, a través de la Resolución Administrativa N.° 128-2019-CE-PJ, entre otros, señala renombrar los órganos jurisdiccionales tanto de crimen organizado como de corrupción de funcionarios.

## Composición
La Corte Superior Nacional de Justicia Penal Especializada está conformada por 3 sala superiores (1 sala penal de apelaciones, 1 sala penal liquidadora transitoria y 1 sala penal especial) con sede en la ciudad de Lima. Cada Sala está conformada por tres jueces superiores que, en el Perú, reciben la denominación de "vocales superiores". La reunión de todos los vocales superiores constituyen la "Sala Plena" que es el máximo órgano deliberativo de la Corte Superior.
Adicionalmente están bajo su organización 4 juzgados especializados (1 juzgado penal colegiado nacional, 1 de investigación preparatoria nacional, 1 juzgado superior de investigación preparatoria y 1 juzgado penal supraprovincial liquidador transitorio. Todos con sede en Lima.

## Presidente de la Corte Superior
De conformidad con los artículos 38 y 45 de la Ley Orgánica del Poder Judicial, los vocales eligen un Presidente de la Corte Superior. En el caso de Moquegua, la elección se realiza el primer jueves del mes de diciembre cada dos años mediante votación secreta de los vocales superiores titulares.
El actual Presidente de la Corte Superior es el doctor Octavio César Sahuanay Calsín.